# North Las Vegas
North Las Vegas er en by i Nevada, (USA), med 262.527(2020) indbyggere. Den er en del af Las Vegas metropolområde. I byens udkant ligger Nellis Air Force Base.